# Liang Qiuping
Liang Qiuping (* 11. März 1988) ist eine ehemalige chinesische Leichtathletin, die sich auf den Sprint spezialisiert hatte.

## Sportliche Laufbahn
Erste internationale Erfahrungen sammelte Liang Qiuping im Jahr 2006, als sie bei den Juniorenasienmeisterschaften in Macau in 25,00 s den vierten Platz im 200-Meter-Lauf belegte und mit der chinesischen 4-mal-100-Meter-Staffel in 44,95 s die Goldmedaille gewann. Anschließend schied sie bei den Juniorenweltmeisterschaften in Peking im 100-Meter-Lauf mit 11,87 s in der ersten Runde aus und belegte mit der Staffel in 45,07 s den achten Platz. 2009 startete sie mit der Staffel bei den Asienmeisterschaften in Guangzhou, wurde dort aber im Vorlauf disqualifiziert. Im Jahr darauf nahm sie an den Asienspielen ebendort teil und belegte dort in 24,13 s den siebten Platz über 200 Meter und gewann mit der Staffel in 44,22 s die Silbermedaille hinter dem Team aus Thailand. 2011 scheiterte sie dann bei den Asienmeisterschaften in Kōbe mit 24,84 s über 200 Meter in der ersten Runde, gewann aber in 44,23 s die Silbermedaille mit der Staffel hinter dem Team aus Japan. Damit erhielt sie auch einen Startplatz in der Staffel für die Weltmeisterschaften in Daegu, bei denen sie aber im Vorlauf disqualifiziert wurde. 2013 bestritt sie in Shenyang ihren letzten Wettkampf und beendete daraufhin ihre Karriere als Leichtathletin im Alter von 25 Jahren.
2010 wurde Liang chinesische Meisterin im 200-Meter-Lauf sowie 2012 in der 4-mal-100-Meter-Staffel.

## Persönliche Bestzeiten
- 100 Meter: 11,56 s (0,0 m/s), 6. August 2010 in Jinan
  - 60 Meter (Halle): 7,39 s, 18. Februar 2009 in Shanghai
- 200 Meter: 23,43 s (−0,3 m/s), 8. August 2010 in Jinan
  - 200 Meter (Halle): 24,55 s, 20. März 2011 in Chengdu